# 도구로
도구로(Dogu-ro)는 서울특별시 서초구 방배동 도구머리길입구 교차로에서 궁전빌딩까지 연결하는 총 연장 1.352km의 서울특별시도이다. 도로의 명칭이 유래된 것은 도성인 한양으로 가는 입구라는 의미의 기존도로명을 부여하였다.

## 역사
- 2010년 5월 27일 : 도로명으로 도구로를 고시

## 주요 경유지
- 서초구
  - 방배3동 - 방배2동 - 방배4동

## 접촉하는 도로
- 효령로
- 서초대로
- 방배천로

## 주요 건물 및 시설
- 방배푸른채아파트 (도구로 4/방배동 980-31)
- 뉴캐슬아파트 (도구로 47/방배동 971-1)
- 드래곤밸리 (도구로 51/방배동 970-26)
- 크로바빌 (도구로 53/방배동 970-25)
- 승원아트빌 (도구로 55/방배동 970-13)
- 대성아파트 (도구로 73/방배동 957-7)
- 쌍영빌딩 (도구로 77/방배동 957-3)
- 르노삼성자동차공업사 (도구로 109/방배동 864-23)
- 보령앵글내장상사 (도구로 132/방배동 828-11)